# Ostafrikanischer Graben

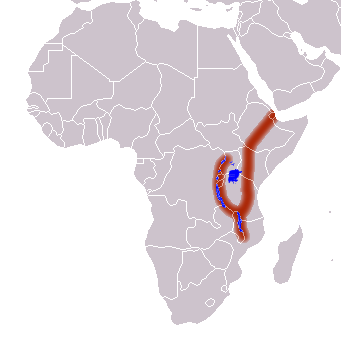
Verlauf des Großen Grabenbruchsystems in Ostafrika – Ostafrikanischer und Zentralafrikanischer Graben sowie Südliches Rift

Der Ostafrikanische Graben (englisch East African Rift System [EARS]) ist Teil des Großen Afrikanischen Grabenbruchs (Great Rift Valley), der sich über rund 6000 km Länge erstreckt. Der nördliche Teil dieses großen Grabenbruchs reicht von Syrien im Norden über das Jordantal und das Rote Meer bis zum Golf von Aden. In der Fortsetzung nach Süden beginnt als kontinentaler Grabenbruch mit dem Ostafrikanischen Graben im Hochland von Äthiopien das Grabenbruchsystem Ostafrikas. Dessen geologische Aktivität ließ die höchsten Berge und die tiefsten Seen Afrikas entstehen. Er setzt sich als Zentralafrikanischer Graben mit zwei großen Ästen, dem Östlichen Rift und dem Westlichen Rift, fort und reicht mit dem daran anschließenden Südlichen Rift bis Mosambik.

## Entstehung
Diese tiefe Verwerfung in der Erdkruste ist wahrscheinlich vor 20 Millionen Jahren infolge tektonischer Aktivität – und von gewaltigen vulkanischen Eruptionen begleitet – entstanden. Die Basis dieses Risses, der bis zu etwa 300 km breit ist, liegt bis zu 1000 m unterhalb des oberen Grabenrands, doch der Riss setzt sich in der Lithosphäre noch mehrere Kilometer tief fort. Zu beiden Seiten des Grabens bildeten sich Vulkane; im östlichen Ast sind dies das Kilimandscharo-Massiv und das Mount-Kenya-Massiv, das bei erneuten tektonischen und vulkanischen Aktivitäten entstand, die vor 3,5 Millionen Jahren begannen und etwa 2 Millionen Jahre andauerten. An der Grabensohle zeugen hydrothermale Quellen und magmatische Gesteine von seismischer Aktivität. Im westlichen Ast des Grabenbruchs verläuft eine Seenkette, die einige der größten und tiefsten Seen der Erde umfasst.
Die Auswertung von geodätischer, gravimetrischer und seismologischer Daten ergab, dass die durchschnittliche Längenwachstumsrate der Risse südlich des heutigen Ostafrikanischen Grabens 2,5 bis 5 cm pro Jahr beträgt, die Geschwindigkeit der Verbreiterung der Risse beträgt zwischen 2 und 40 Millimetern pro Jahr.

## Verlauf

In den Ästen des Grabens erstrecken sich Seenketten

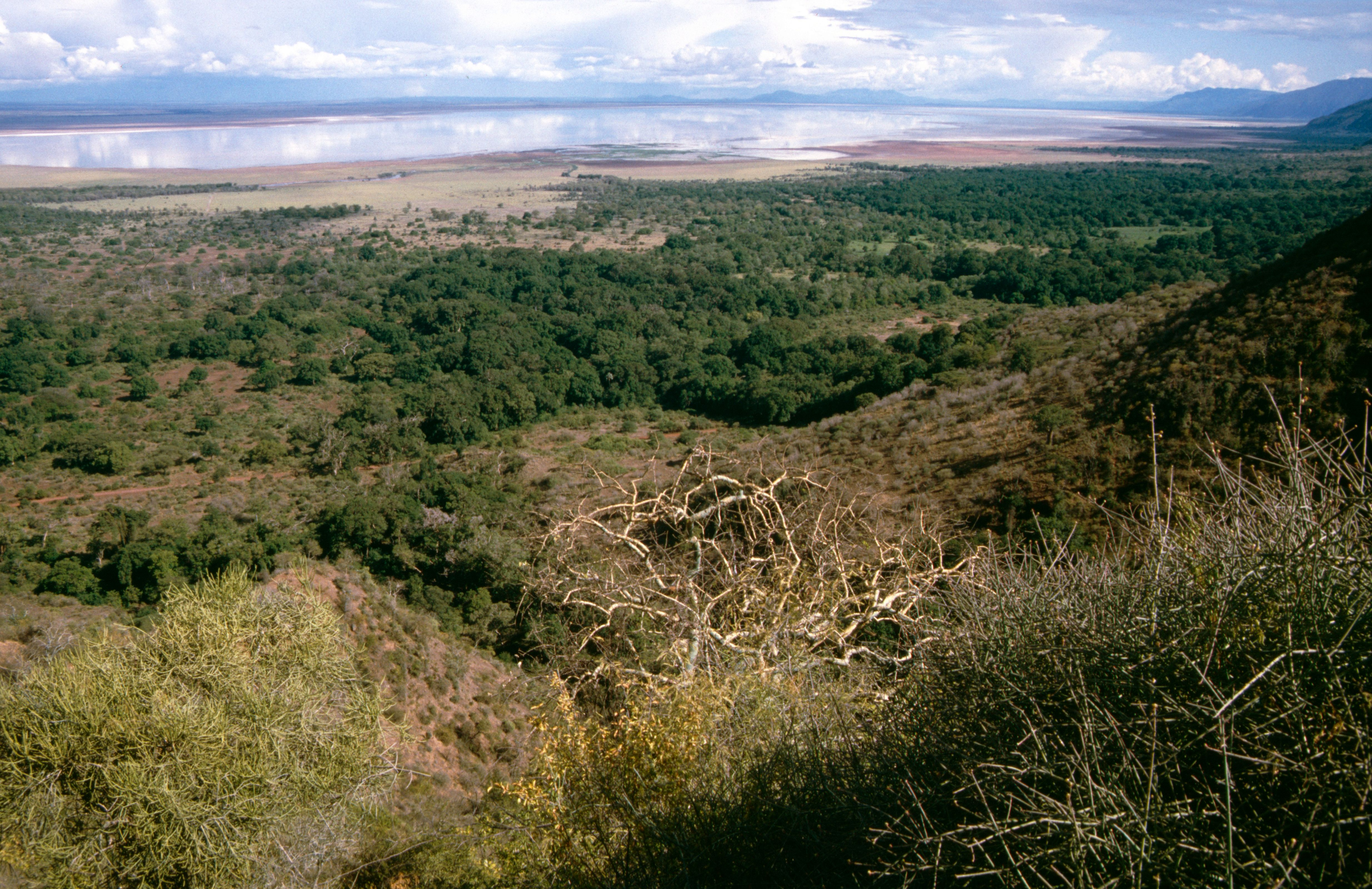
Typische Landschaft im Kraterhochland von Tansania

Der Ostafrikanische Grabenbruch beginnt im Afar-Dreieck in Äthiopien, wo drei divergente tektonische Platten auseinanderdriften: die Arabische Platte und der nubische sowie der somalische Teil (Somaliaplatte) der Afrikanischen Platte. Man spricht von einem Tripelpunkt. Hier treffen das Rote Meer, welches die Afrikanische von der Arabischen Platte trennt, der mittelozeanische Rücken des Indischen Ozeans und der Ostafrikanische Graben aufeinander. Unterhalb dieser Schwächezone der Lithosphäre befindet sich ein Manteldiapir, der als Hot Spot zur Dehnung der Erdkruste an dieser Stelle beiträgt.
Der „Abessinische Graben“ teilt das Hochland von Äthiopien, das sich südlich an das Afar-Dreieck anschließt.
Der Ostafrikanische Graben setzt sich dann in einem östlichen und einem westlichen Grabenbruch fort, die beiden Äste umschließen den Tansania-Kraton, auf dem der Victoriasee liegt.

### Östlicher Graben
Die Seenkette des östlichen Grabenbruchs, beginnend mit dem Turkana-See, besitzt keine Abflüsse ins Meer. Diese Seen sind flacher als die Seen im Westen, haben aber durch die vulkanischen und hydrothermalen Aktivitäten einen hohen Mineralgehalt, der durch die Verdunstung noch erhöht wird. Der Magadisee ist ein Sodasee mit einem sehr hohen Natriumkarbonat-Gehalt, auch andere Seen wie der Bogoriasee sind stark alkalisch. Im Gegensatz hierzu sind der Baringo- und der Naivashasee Süßwasserseen.
Entlang dieses  Grabensystems entstanden die Vulkane des Mount-Kenya-Massivs, des Kilimandscharo-Massivs, der Mount Meru und der Mount Elgon sowie das Kraterhochland in Tansania. Der Ol-Doinyo-Lengai-Vulkan ist noch aktiv und der einzige aktive Natrokarbonatit-Vulkan der Welt.

### Westlicher Graben
Entlang des westlichen Grabenbruchs (Albert-Graben) erstreckt sich eine Seenkette mit dem Albertsee im Norden über den Kivusee bis zum Tanganjikasee (1470 m tief), begrenzt von einigen der höchsten Gebirge Afrikas, den Virunga-Vulkanen mit dem Karisimbi, dem Nyiragongo (3462 m), dem Mitumba-Gebirge als Quellgebiet des Kongo und Sambesi und dem Ruwenzori-Gebirge (bis zu 5109 m hoch).
Im Süden setzt er sich über den Malawisee bis nach Mosambik zur Mündung des Sambesi fort.

## Zukunft
Die künftige Entwicklung des Grabens ist unter Forschern umstritten. Eine Möglichkeit wäre, dass sich das Rift Valley weiterentwickelt. In den nächsten zehn Millionen Jahren könnte der Ozean in das Grabensystem eindringen, entlang des Rifts würde sich neuer Ozeanboden bilden. Das östliche Afrika würde eine eigene, weiter vom restlichen Kontinent abdriftende Landmasse bilden. Der Nil würde im Oberlauf sein Flussbett ändern und möglicherweise einige seiner Quellen verlieren oder in den neu entstehenden Arm des Indischen Ozeans münden. Die andere Möglichkeit sieht ein vollständiges Zurruhekommen des Grabenbruchs vor, der Graben würde somit ein Aulakogen werden.

## Paläoanthropologische Funde

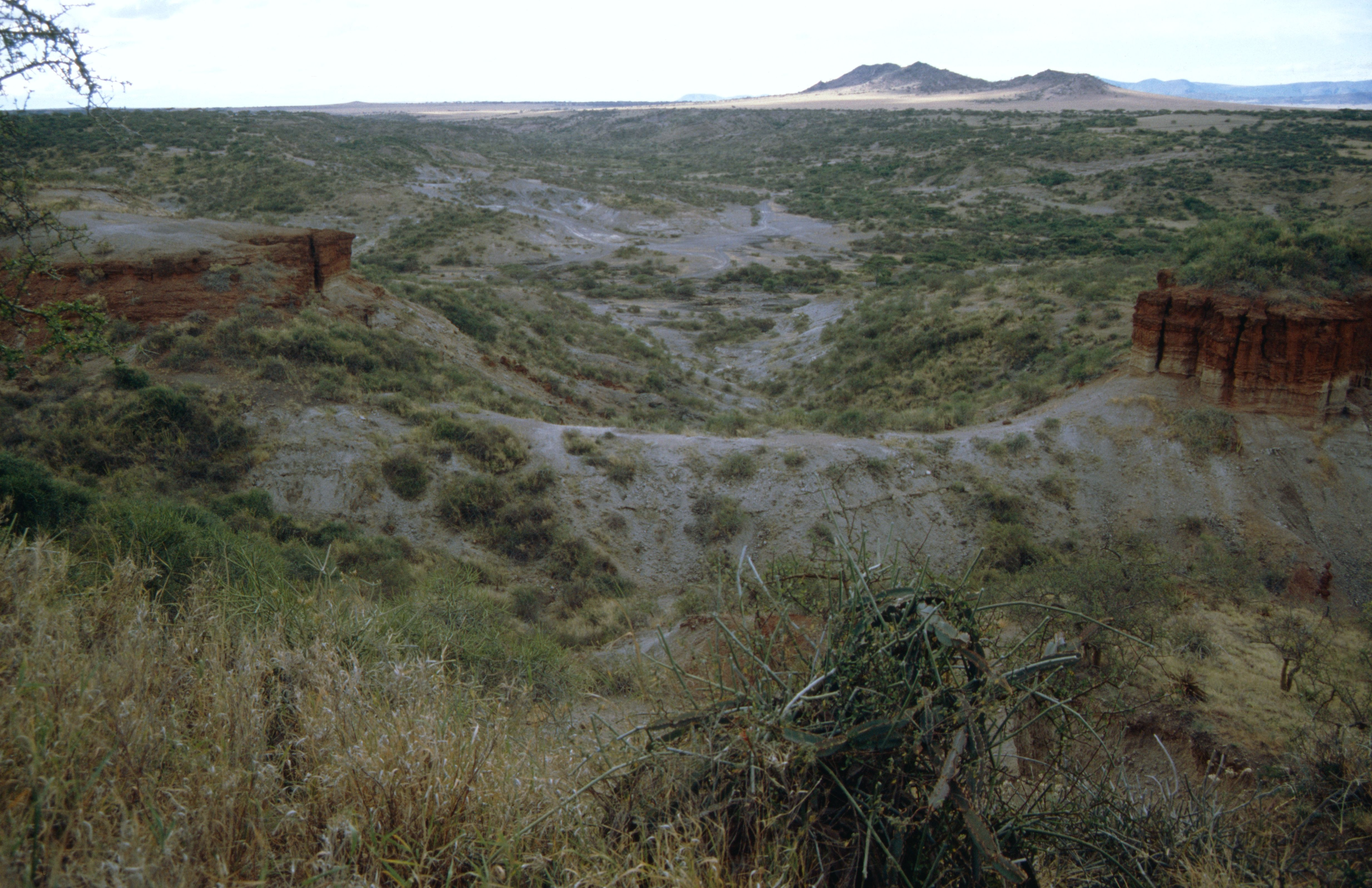
Olduvai-Schlucht in Tansania

Das Rift Valley ist eine Region, in der zahlreiche paläoanthropologische Funde gemacht wurden, insbesondere gilt dies für die Olduvai-Schlucht. Die rasche Erosion der Hochländer füllte das Tal mit Sedimenten, die gute Erhaltungsbedingungen für Fossilien von verschiedenen Gattungen der Hominini boten. Erneuter Bodenverlust nach Regenfällen legt heute diese Fossilien frei, so dass beispielsweise zunächst die Teams von Louis Leakey und später Richard Leakey und Meave Leakey viele Entdeckungen in dieser Region machen konnten.
Ein weiterer bekannter Hominidenfundort ist die Middle-Awash-Region im so genannten Afar-Dreieck. Aus diesem Gebiet stammt unter anderem „Lucy“, das bekannteste erhaltene Skelett eines Australopithecus afarensis, ferner das zwischen 1994 und 1997 geborgene Fossil „Ardi“ eines Ardipithecus ramidus.
Jüngeren Datums sind die Ausgrabungen des Hominiden-Korridor-Projekts unter Leitung von Timothy Bromage und Friedemann Schrenk in Malawi.

## Auswirkungen auf das Wettergeschehen
Heute wird von der Forschung als wahrscheinlich angenommen, dass die schnelle Hebung von in Nord-Süd-Richtung liegenden Gebirgen maßgeblich an der Entwicklung des aufrechten Gangs der menschlichen Vorfahren beteiligt war. Aufgrund der hohen Berge konnten Wolken nicht mehr ungehindert Ostafrika erreichen, was dazu führte, dass der ursprünglich vorhandene tropische Regenwald mangels Nachschub an Feuchtigkeit einer zunehmend trockenen Savannenlandschaft Platz machte, an deren Rändern sich die ersten Vertreter der aufrecht gehenden, unmittelbaren Vorfahren des Menschen (frühe Hominini) entwickelten.